# Alcides Carvalho
Alcides Carvalho (29 de setembro de 1913 —18 de abril de 1993) foi um agrônomo e geneticista brasileiro. Trabalhou no Instituto Agronômico de Campinas 
por quase 50 anos, onde desenvolveu pesquisas de melhoramento genético do café, criando cerca de 65 variedades da planta.

## Biografia
Carvalho nasceu em Piracicaba em 1913. Formou-se pela Escola Superior de Agricultura Luiz de Queiroz em 1934. Em 1935, ingressou no Instituto Agronômico de Campinas. Lá, fez parte da recém-criada seção de genética, onde desenvolveu pesquisas de melhoramento das variedades de café arábica, para incrementar a produtividade da planta e torná-la mais competitiva para exportação, sendo o Brasil um dos maiores produtores do mundo. Durante sua carreira, Carvalho e sua equipe desenvolveram 65 variedades de café, que correspondem a 90% de todo o café arábica cultivado no Brasil.
Carvalho foi pesquisador-chefe do IAC de 1948 a 1981. Em 1950 pesquisou a ferrugem do café, praga que ataca as lavouras da planta.
Recebeu o título de doutor honoris causa pela ESALQ em 1976 e o Prêmio Nacional de Ciência e Tecnologia em 1982. Aposentou-se compulsoriamente em 1983, quando foi nomeado servidor emérito pelo governo do Estado de São Paulo.
Em 2001 o centro de pesquisa  café do IAC recebeu   o nome de Alcides Carvalho. 